# Snäckan 8

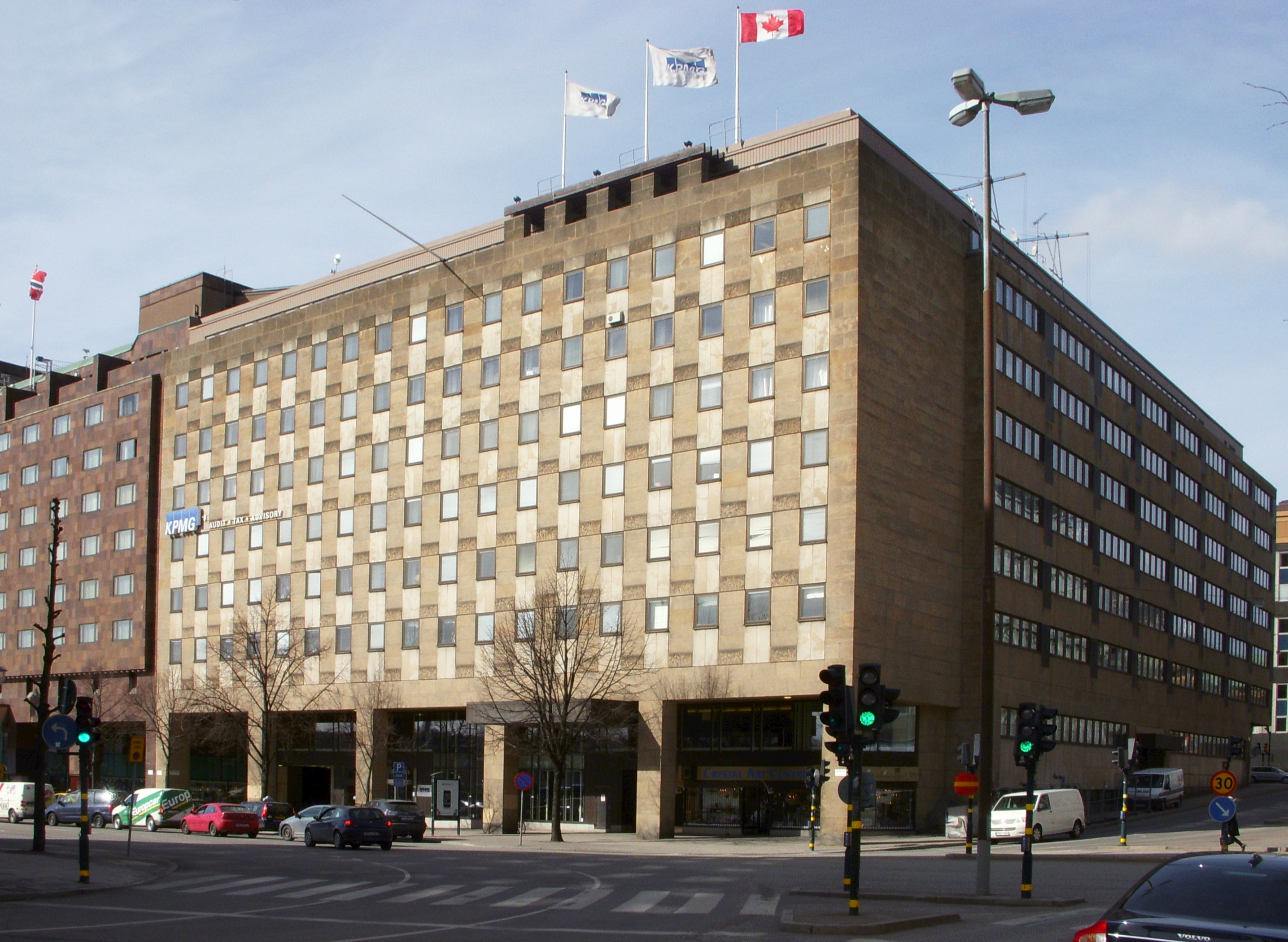
Snäckan 8, Tegelbacken 4 när KPMG och Kanadas ambassad fortfarande fanns i byggnaden, mars 2009.

Snäckan 8 är en kontors- och affärsfastighet i kvarteret Snäckan vid Tegelbacken 4 på Norrmalm i Stockholms innerstad. På fastigheten uppfördes 1970–1973 KPMG-huset efter ritningar av Erik Thelaus arkitektkontor. Byggnaden var grönklassad av Stadsmuseet i Stockholm, vilket innebar att den bedömdes ”vara särskilt värdefull från historisk, kulturhistorisk, miljömässig eller konstnärlig synpunkt”. Huset började rivas 2023, för att ersättas av en ny byggnad med kontor och galleria på platsen och med Sveriges Kommuner och Regioner som största hyresgäst.

## Allmänt
Kvarteret Snäckan bebyggdes på 1970-talet i ramen för Norrmalmsregleringen. I fastigheten Snäckan 7 (Tegelbacken 6) uppfördes Sheraton, Stockholm efter ritningar av AOS Arkitekter och invigdes 1971. Ungefär samtidigt byggdes kontors- och affärshuset i Snäckan 8 som stod färdig 1973. Stadsplanen (Pl 6480) för kvarteret upprättades 1967 och medgav bebyggelse med kontor och butiker. Tomten ägs av Stockholms stad och hyrs ut med tomträtt.

## KPMG-huset

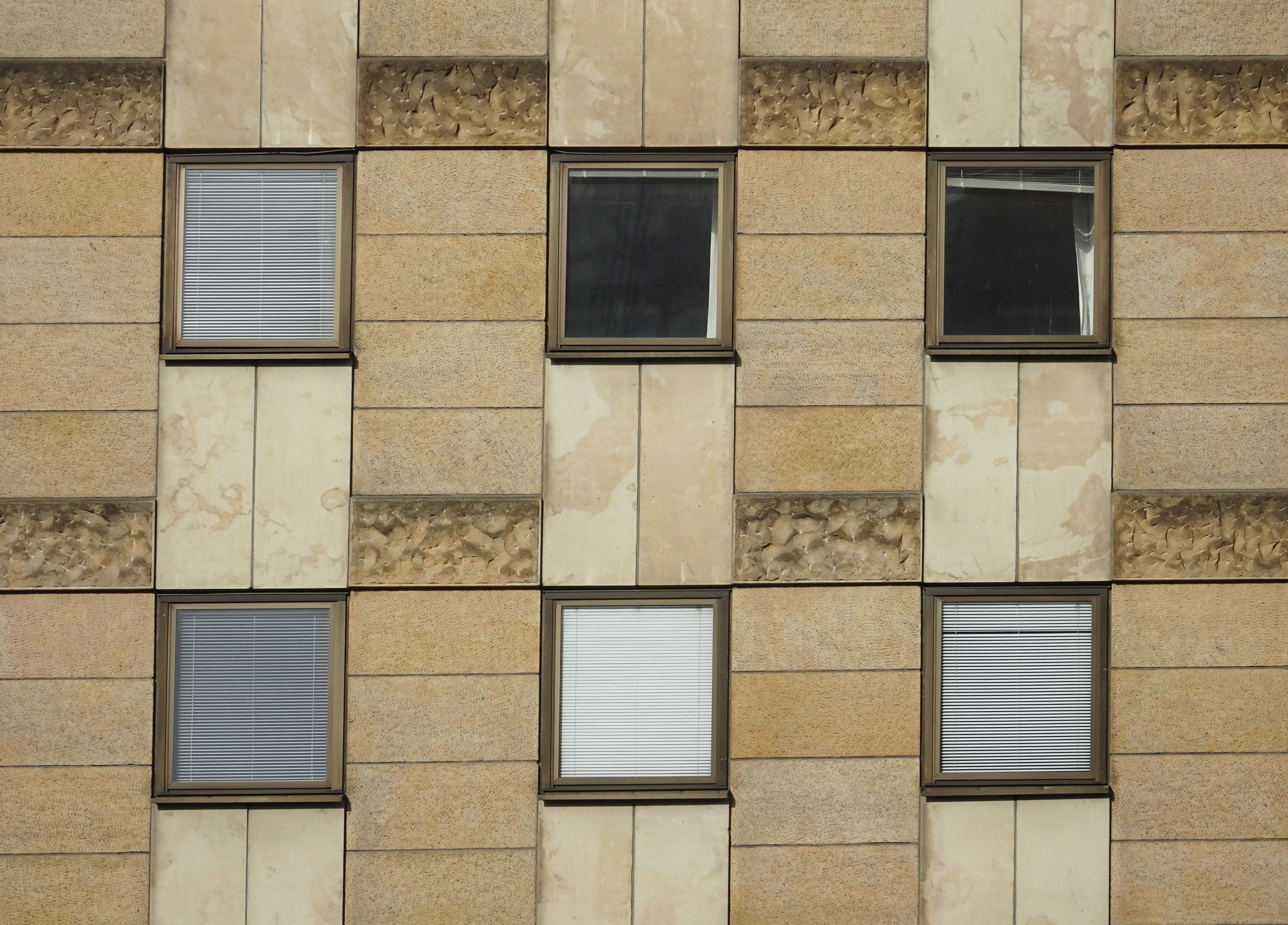
Fasaddetalj.

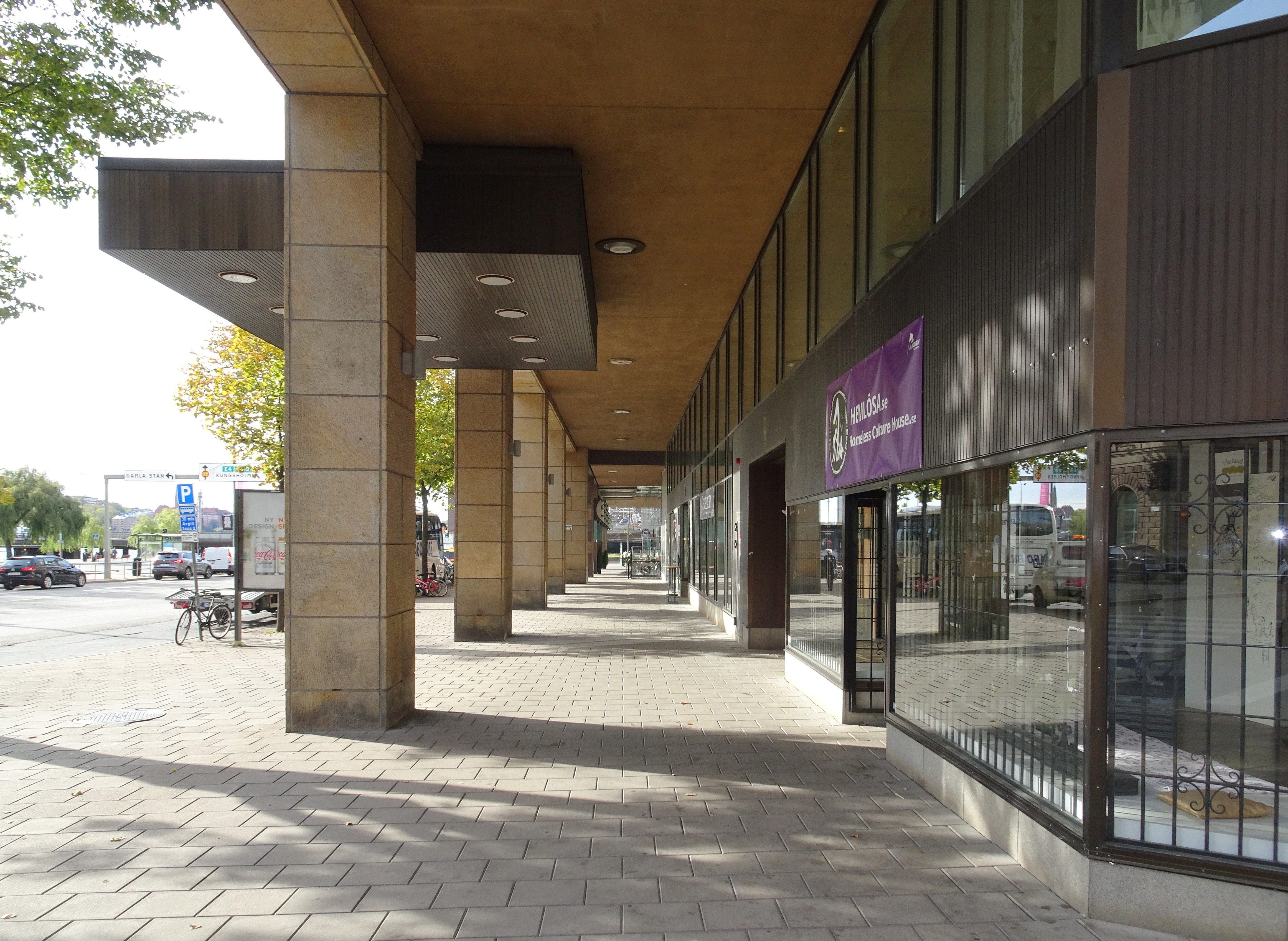
Arkaden.

Byggnaden skulle nyttjas av Regeringskansliet och arkitektuppdraget gick till Erik Thelaus arkitektkontor. Stockholms stads fastighetskontor var byggherre och Tyréns konstruktör. Komplexet omsluts av tre gator: Tegelbacken mot söder, Rödbodgatan mot öster och Herkulesgatan mot norr. I väster, inne i byggnaden, vidtar gångstråket Tysta Marigången och Sheraton. 
Thelaus ritade en kontorsbyggnad i sju våningar samt en något indragen takvåning kring en innergård och med butiker mot Tegelbacken, vilket utgör samtidigt huvudfasaden. Här anordnade arkitekten en för byggnaden karakteristisk hög arkad med skyltfönsterfront som har sin fortsättning i en liknande arkad vid Sheraton. Mot Rödbodgatan och Herkulesgatan är byggnaden mera sluten. Bruttoarean (summan av alla våningsplans area) blev cirka 18 000 m².
I bygglovsritningar daterade 1971 beskrivs byggnadens ursprungliga disposition enligt följande:
- Källarplan som delvis sköt ut under Rödbodagatan och Rödbodtorget i öster: Garage med verkstad, inlastning, förråd, kylaggregatrum, undercentraler, telerum.
- Bottenplan: Arkad mot Tegelbacken med rulltrappa ned till underjordiska gångtunnlar. Tysta Marigången. Tre butiker mot Tegelbacken och ytterligare en mot Tysta Marigången. Entréer, inlastning, förråd.
- Våning 1 tr.: Arkad och Tysta Marigången övre del. Bibliotek för utrikesdepartementet inklusive kontor, arkiv, expedition, forskarrum, kartförråd personalutrymmen mm
- Våning 2 tr.–7 tr.: Cellkontor i längorna kring gården. I våning 7 tr. finns rum för ambassadör markerat, liksom representationsrum, kommunikationscentral, rum för stenografer mm.
- Våning 8 tr.: Indragen takvåning med kontorsrum, elevdagrum, språklab, sammanträdesrum, fläktrum.
- Takplan med uppbyggnader mot öster: fläkt- och hissmaskinrum.

Sedan dess har huset byggts om ett flertal gånger och anpassats till nya behov.
Byggnadens arkitektur uppbyggdes medvetet och med gedigna material samt god detaljbearbetning. Fasaderna är klädda av beigefärgade plattor av Yxhultssandsten med olika ytbehandling och lagda i mönster. Volymerna och färgskalan svarar mot den befintliga äldre bebyggelsen i grannskapet, som Centralpalatset och Rosenbad och är samkomponerad med Sheraton. Bland större hyresgäster fanns Vasakronan och Kanadas ambassad i Stockholm samt revisionsföretaget KPMG varför byggnaden även kallas KPMG-huset.
Fram till år 2013 ägdes fastighetens tomträtt av Alecta pensionsförsäkring som sålde Snäckan 8 till Skanska med avsikt att uppföra en ny, större byggnad på platsen. År 2018 såldes tomträtten av Skanska till fastighetsbolaget Slussgården som är ett dotterbolag till Sveriges Kommuner och Regioner (SKR).

## Bilder

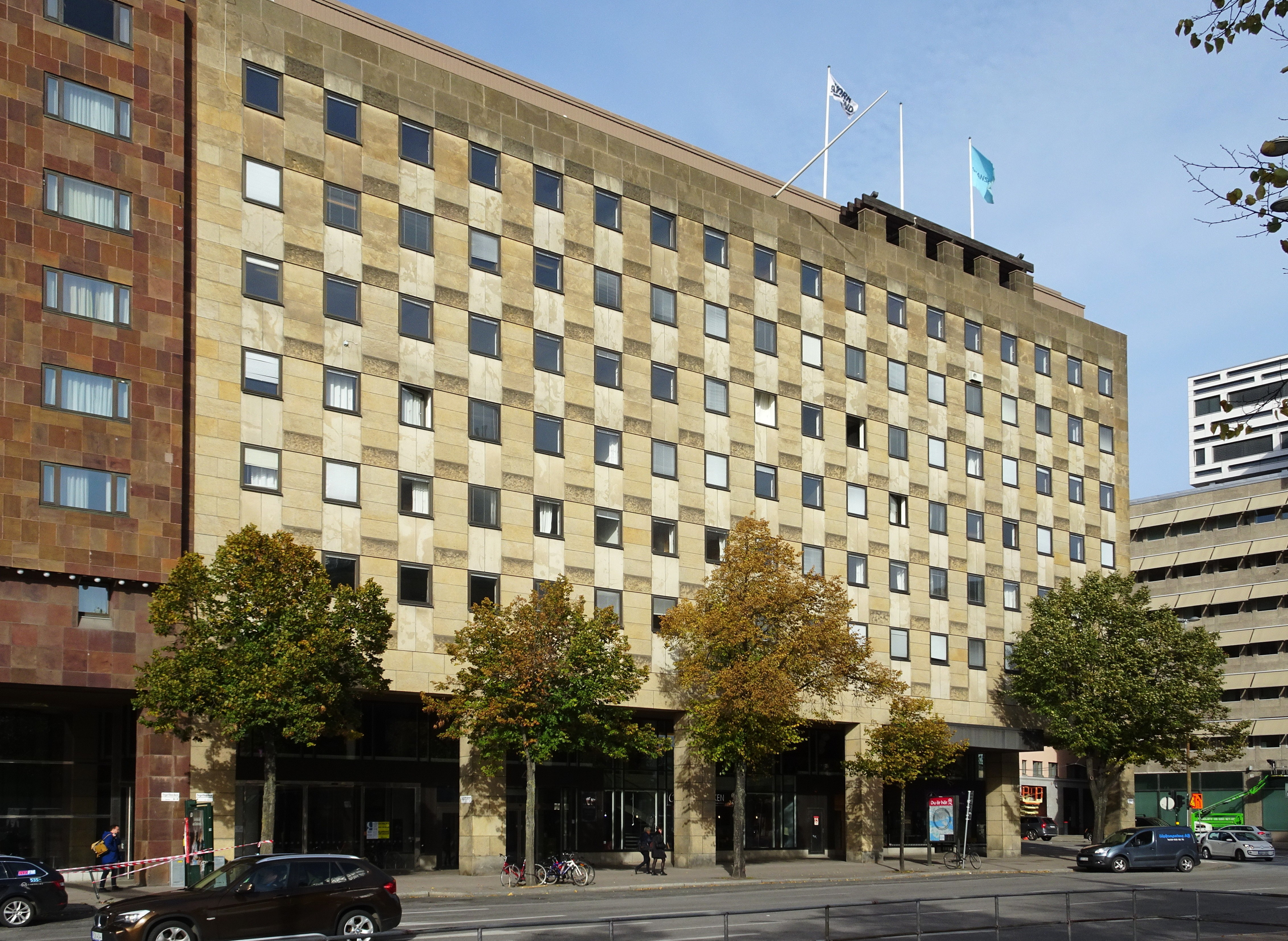
Fasad mot Tegelbacken.
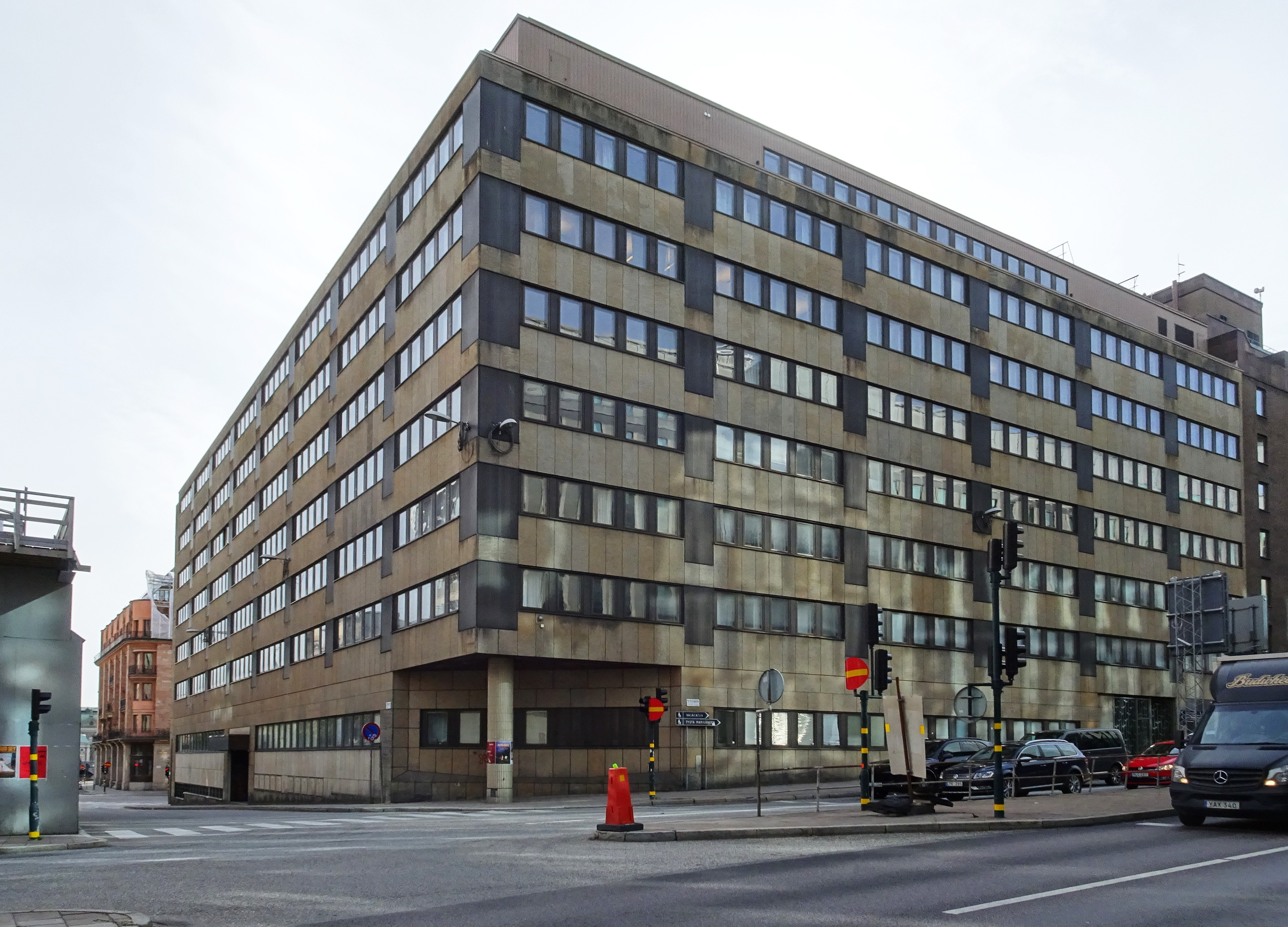
Hörnet Rödbogatan / Herkulesgatan.
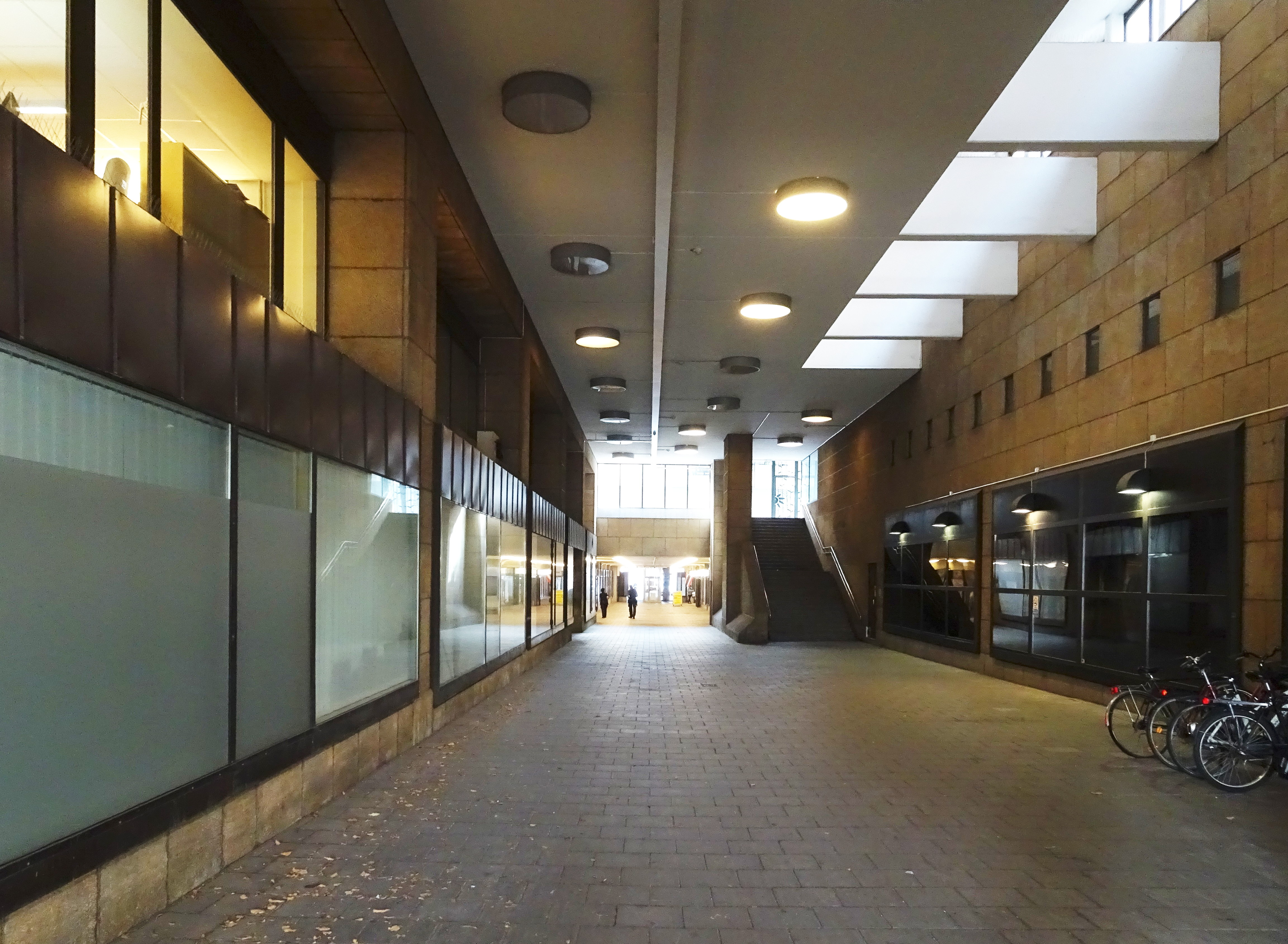
Tysta Marigången.
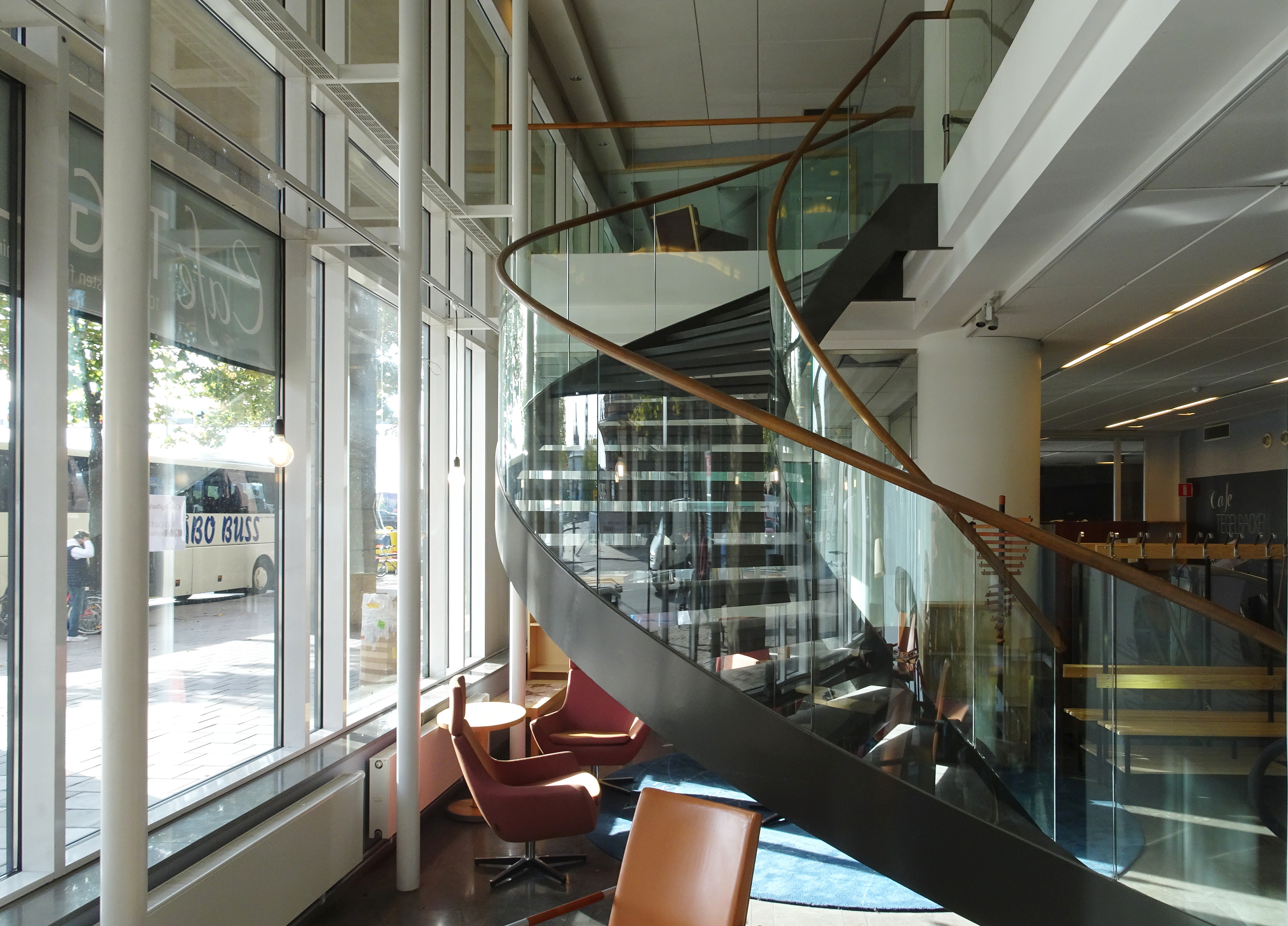
Interiör i bottenvåningen.
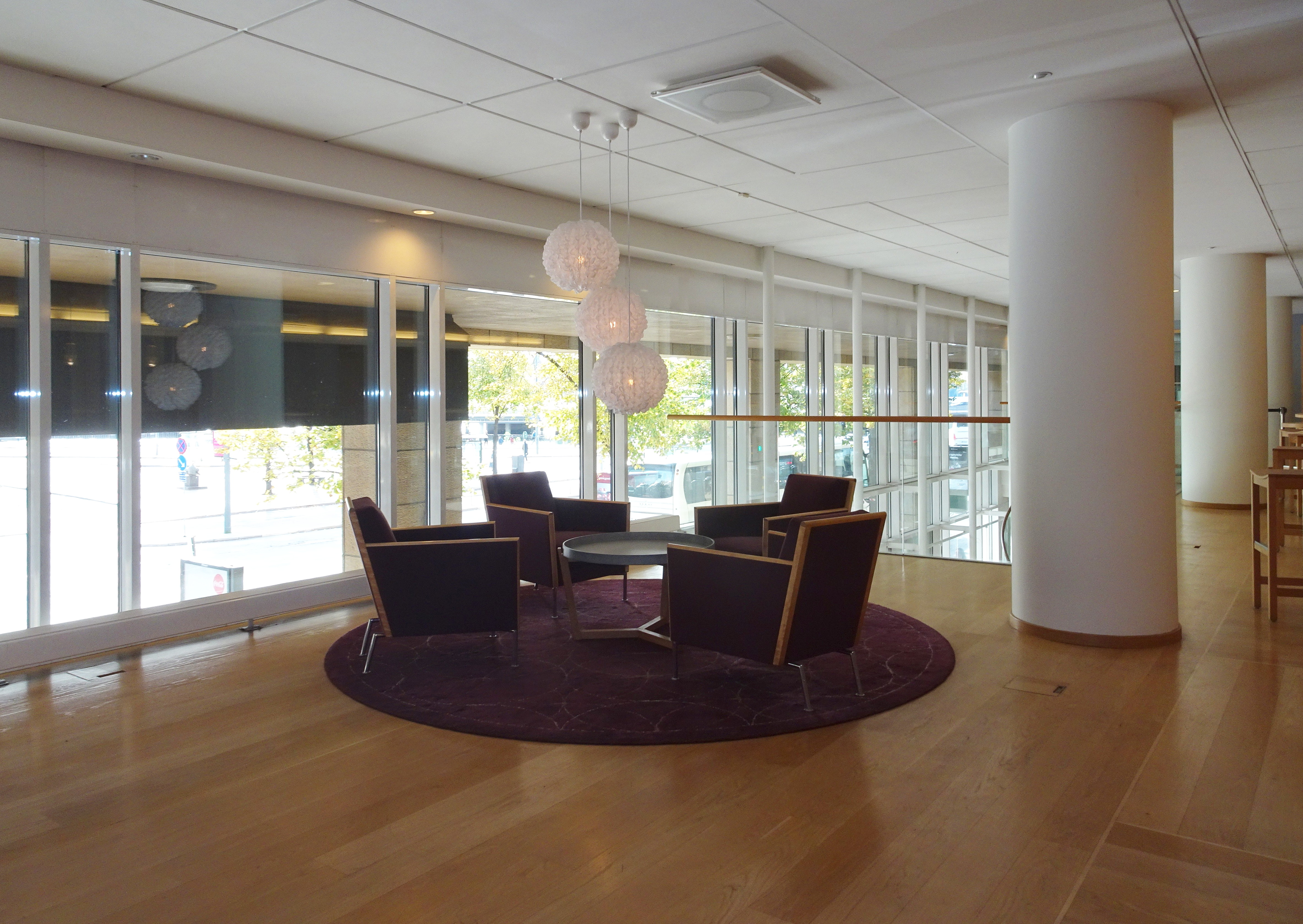
Interiör i arkadvåningen.

## Nybyggnad

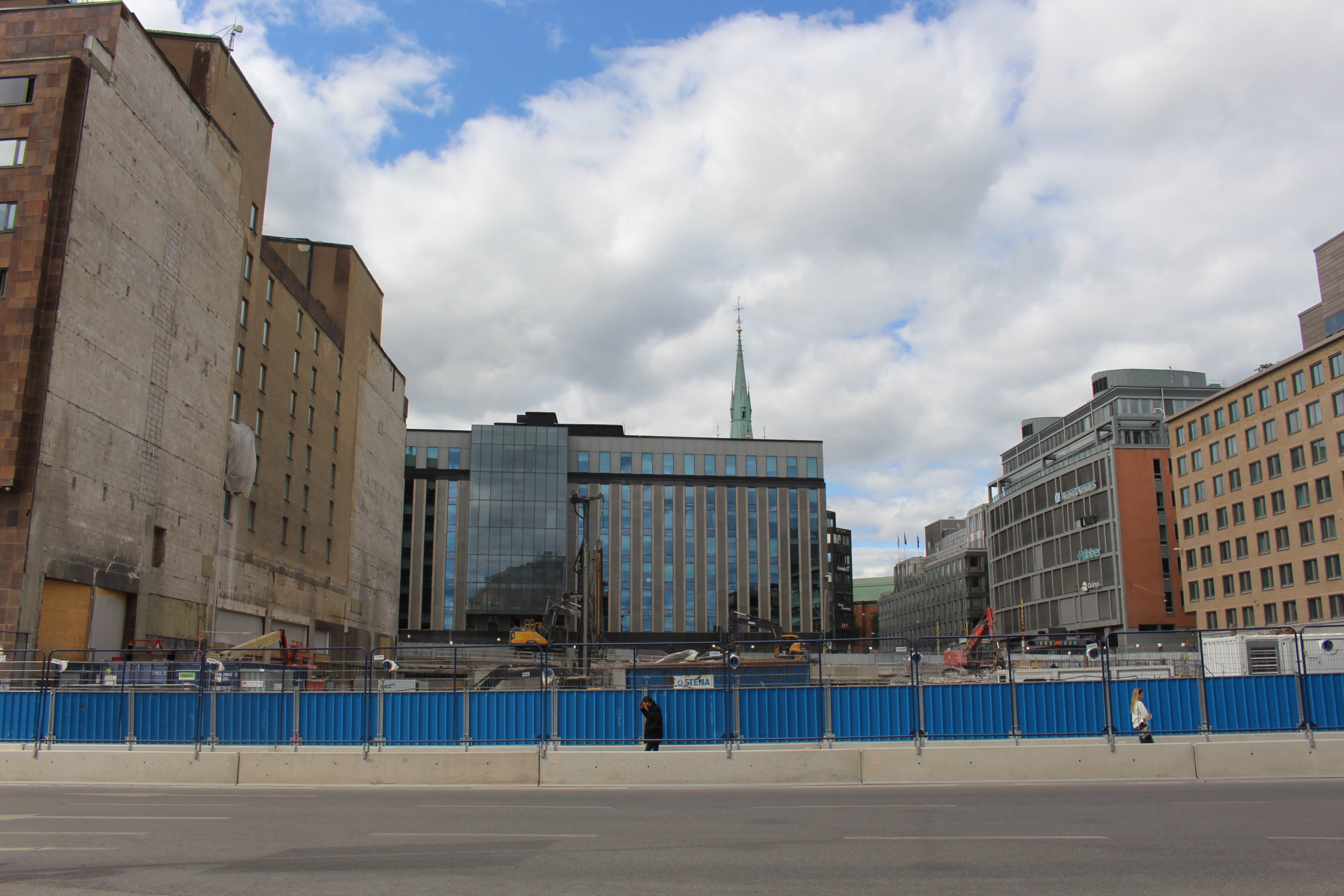
Sommaren 2023 hade Snäckan 8 rivits.

De tidigare tomträttsinnehavarna hade kommit fram till att byggnaden inte uppfyller moderna krav och gjort bedömningen att endast en renovering skulle vara otillräcklig. Genom att ersätta befintlig kontorsbyggnad med en ny kan tomten användas mera effektivt då de två motstående huskropparna mot Herkulesgatan respektive Tegelbacken sammanbyggs över innergården. Den idag mörka och ruffiga Tysta Marigången skall rivas och förvandlas till en ljus inomhusgalleria.
Den nya byggnaden får mer samlad planform och samtidigt en avsevärt högre våningshöjd i syfte att skapa förutsättningar för fler arbetsplatser med bättre dagsljus djupt inne i byggnadskvarteret. Antalet arbetsplatser i Snäckan 8 kan genom nybyggnad ökas från dagens cirka 700 till cirka 1 860 arbetsplatser. Totalt planeras för 28 000 m² BTA kontor.
Det nya kontorshuset ritas av Byrån för Arkitektur och Urbanism (BAU) och Skanska kommer att bygga det. Hyresgäst blir Sveriges Kommuner och Regioner som därmed lämnar sin fastighet i kvarteret Överkikaren vid Hornsgatan. Byggstart (rivning) beräknades till januari 2019, påbörjades först 2023. Rivningen av den grönklassade fastigheten Snäckan 8 har väckt protester, bland annat av Rådet till skydd för Stockholms skönhet som avstyrkte förslaget till detaljplanen.